# VeloNatura
VeloNatura to małopolski odcinek europejskiej trasy EuroVelo 11. Jest jedną z 8 głównych tras rowerowych w województwie małopolskim i zarazem najdłuższą trasą (271km) sieci VeloMałopolska. Ma swój początek w Muszynie, a kończy się w Kościelcu na granicy z województwem świętokrzyskim.
Trasa VeloNatura stanowi na całym swoi przebiegu początek polskiego odcinka trasy EuroVelo 11, która zaczyna się w Atenach w Grecji i kończy na przylądku Nordkapp w Norwegii.
Trasa biegnie na swoim początku wzdłuż rzeki Poprad, a następnie na wspólnym odcinku z trasą VeloDunajec wzdłuż rzeki Dunajec (na początku wzdłuż jej prawego dopływu Białego Dunajca). VeloNatura przebiega przez następujące obszary:
- Dolinę Popradu
- Kotlinę Sądecką
- Pogórze Rożnowskie (Jezioro Rożnowskie, Jezioro Czchowskie)
- Kotlinę Sandomierską
- Nizinę Nadwiślańską
- Płaskowyż Proszowicki

Maksymalna wysokość na trasie to: 836 m n.p.m., zaś najniższy punkt na trasie znajduje się na wysokości: 176 m n.p.m.
VeloDunajec tak jak pozostałe trasy VeloMałopolska, posiada swój regulamin, który dopuszcza poruszanie się po trasie pieszych oraz rolkarzy.

VeloNatura - mapa

## Przebieg trasy[6]
Zestawienie najważniejszych miejscowości na trasie VeloNatura. Pogrubioną czcionką zaznaczone miejscowości gdzie znajduje się stacja kolejowa PKP. Miejsca Obsługi Rowerzystów (MOR),
- Muszyna – 0 km

- Żegiestów – 19 km
- Piwniczna-Zdrój – 35 km
- Rytro – 43km
- Stary Sącz – 54km
- Nowy Sącz (MOR) – 63km
- Gródek nad Dunajcem – 157 km
- Zakliczyn (MOR) – 119 km
- Ostrów (Tarnów) – 141 km
- Brzesko (węzeł A4) – 166 km
- Puszcza Niepołomicka (początek) – 183 km
- Puszcza Niepołomicka (koniec) – 197 km
- Niepołomice – 204 km
- Kraków (Plac Centralny) – 234 km
- Proszowice – 253 km
- Kościelec (granica z województwem małopolskim) – 271 km

Trasa w płynny sposób przebiega następnie przez teren województwa świętokrzyskiego, aż do Wiślicy (przez Kazimierzę Wielką), po dawnym torowisku kolei wąskotorowej (ok 40 km).

## Atrakcje na trasie
Na przebiegu trasy VeloNatura oraz w jej bliskim otoczeniu znajduje się wiele atrakcyjnych obiektów przyrodniczych jak i historycznych. Są to liczne zamki, kościoły (szlak Architektury Drewnianej), muzea, Parki Narodow, zabytki.
Poniżej zostały zestawione w kolejności od początku trasy do końca najważniejsze atrakcje:
- Sądecki Park Etnograficzny
- Jezioro Rożnowskie
- Jezioro Czchowskie
- Stara Synagoga w Tarnowie (Bima)
- Ratusz w Tarnowie

## Oznakowanie[7]trasy VeloNatura
Trasa VeloNatura jest oznakowana znakiem R-4 z logiem

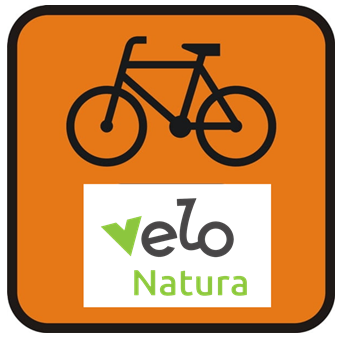
VeloNatura - znak R-4

## Obecny stan trasy rowerowej
Trasa VeloNatura w założeniu jest budowana w standardzie tras EuroVelo, czyli:
-gwarancja ciągłości oraz odseparowanie trasy rowerowej od ruchu drogowego
- utwardzona nawierzchnia (najczęściej asfaltowa) przejezdna w każdych warunkach pogodowych
- szerokość trasy umożliwiająca płynny ruch rowerów (także wielośladowych, takich jak rowery z dwukołowymi przyczepkami i rowery z napędem ręcznym).
- odpowiednie nachylenie terenu - łączna suma wzniesień lub spadków wysokości na odcinku dziennym nie przekracza 1000 m.
-czytelne i jasne oznakowanie trasy, które gwarantuje łatwe odnalezienie się na szlaku.
- styk trasy rowerowej z linią kolejową umożliwiający zarówno dojazd na trasy, jak i możliwości alternatywnego środka transportu w razie nieprzewidzianych trudności na szlaku, zapewniając dodatkowy komfort rowerzystom.
Trasa VeloDunajec na znacznym przebiegu spełnia powyższe standardy, a odcinkami spełniającymi w pełni wymagania standardu EuroVelo są:
- Stary Sącz - Wielogłowy
- Czchów - Wróblowice
- Proszowice - Kościelec ( oraz odcinek Kościelec-Wiślica, w województwie świętokrzyskim)

Pozostałe odcinki ( wyłączając Wielogłowy - Czchów) spełniają większość wymagań, gdyż poprawadzone są drogami publicznymi (wewnętrznymi) gdzie dopuszczony jest ruch dla mieszkańców.
Odcinek (143km–175km między miejscowościami Wielogłowy - Czchów) wzdłuż Jeziora Rożnowskiego i Jeziora Czchowskiego pozostaje najdłuższym jeszcze nie zrealizowanym odcinkiem, gdzie wytyczony jest alternatywny przejazd, jak równiez istnieje możliwość pokonania go pociągiem na odcinku
Aktualny stan trasy VeloNatura, jak również pozostałych tras VeloMałopolska jest dostępny w oparciu o mapy GoogleMaps na stronie Urzędu Marszałkowskiego Województwa Małopolskiego.

## Miejsca Obsługi Rowerzystów
Na trasie rowerowej VeloDunajec znajdują się następujące punkty MOR (Miejsca Obsługi Rowerzystów).
| MOR                 | Zdjęcie |
| ------------------- | ------- |
| MOR Stary Sącz      |         |
| MOR Nowy Sącz       |         |
| MOR Zakliczyn       |         |
| MOR Wierzchosławice |         |
| MOR Bogucice        |         |
| MOR Wola Batorska   |         |
| MOR Niepołomice     |         |

## Połączenia z innymi trasami
- VeloDunajec
- VeloMetropolis (małopolski odcinek EuroVelo 4)
- Wiślana Trasa Rowerowa (WTR)

## Profil trasy

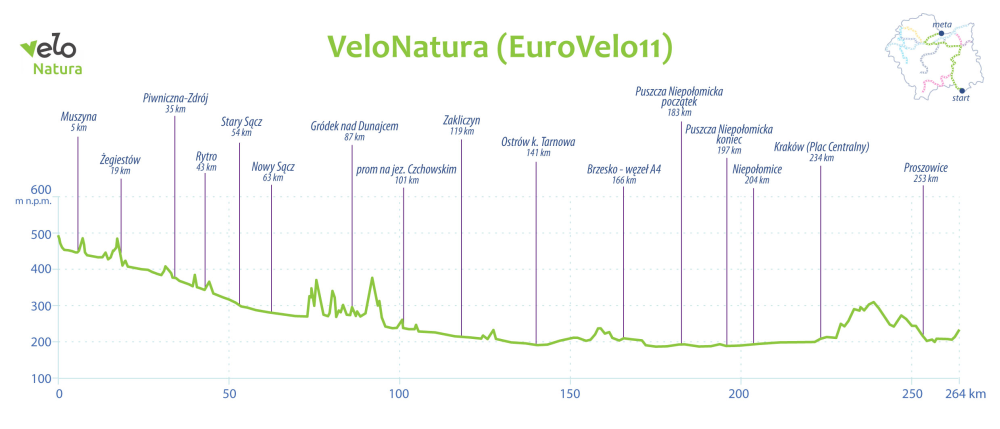
VeloNatura - profil trasy